# Jessica Jones (Marvel)
Jessica Campbell Jones Cage is een fictieve superheldin die voorkomt in de Amerikaanse stripboeken van Marvel Comics. Het personage werd bedacht door schrijver Brian Michael Bendis en tekenaar Michael Gaydos en komt voor het eerst voor in Alias #1 (november 2001). Binnen de context van het Marvel Universum is Jones een voormalig superheldin die eigenaar en zelfstandig uitbater van Alias Private Investigations wordt. Bendis bedacht de serie oorspronkelijk rondom Jessica Drew, maar besloot Jones te creëren toen hij merkte dat de hoofdpersoon een duidelijke stem en achtergrond had die afweek van Drew.
Jones komt voor in nog twee andere series: The Pulse en Jessica Jones. Alias liep 28 nummers voordat de serie stopte in 2004, terwijl The Pulse met 14 nummers van april 2004 tot mei 2006 liep. Jessica Jones debuteerde in oktober 2016. Ze werd een van de New Avengers, samen met haar man Luke Cage, tijdens Marvel's 2010 Heroic Age-campagne. Ze stond bekend onder verschillende aliassen, waaronder Jewel, Knightress en Power Woman. Het personage is geadapteerd in verschillende vormen van media, naast de stripboeken. In 2015 maakte ze haar live-action-debuut in het Marvel Cinematic Universe in de Netflix-televisieserie Marvel's Jessica Jones. Hier werd ze gespeeld door Krysten Ritter. Ritter kroop opnieuw in de huid van Jones voor de televisieserie The Defenders.